# Доменіко Альберіко
Доменіко Альберіко (італ. Domenico Alberico; нар. 23 січня 1999, Пфорцгайм) — італійський футболіст, нападник клубу «Гоффенгайм 1899».

## Клубна кар'єра
Народився 23 січня 1999 року в німецькому місті Пфорцгайм. Вихованець юнацьких команд футбольних клубів «Карлсруе СК» та «Гоффенгайм 1899». З 2018 року став виступати за резервну команду гоффенгаймського клубу.

## Виступи за збірну
Маючи італійське коріння, 2019 року вирішив виступати у складі молодіжної збірної Італії, з якою того ж року поїхав на молодіжний чемпіонат світу у Польщі.